# Richard Tennant Cooper
Richard Tennant Cooper (ur. Tonbridge 1885, zm. 1957) – angielski malarz i grafik. Prace artysty znajdują się obecnie w Royal Signals Museum i Wellcome Collection.

## Dzieła

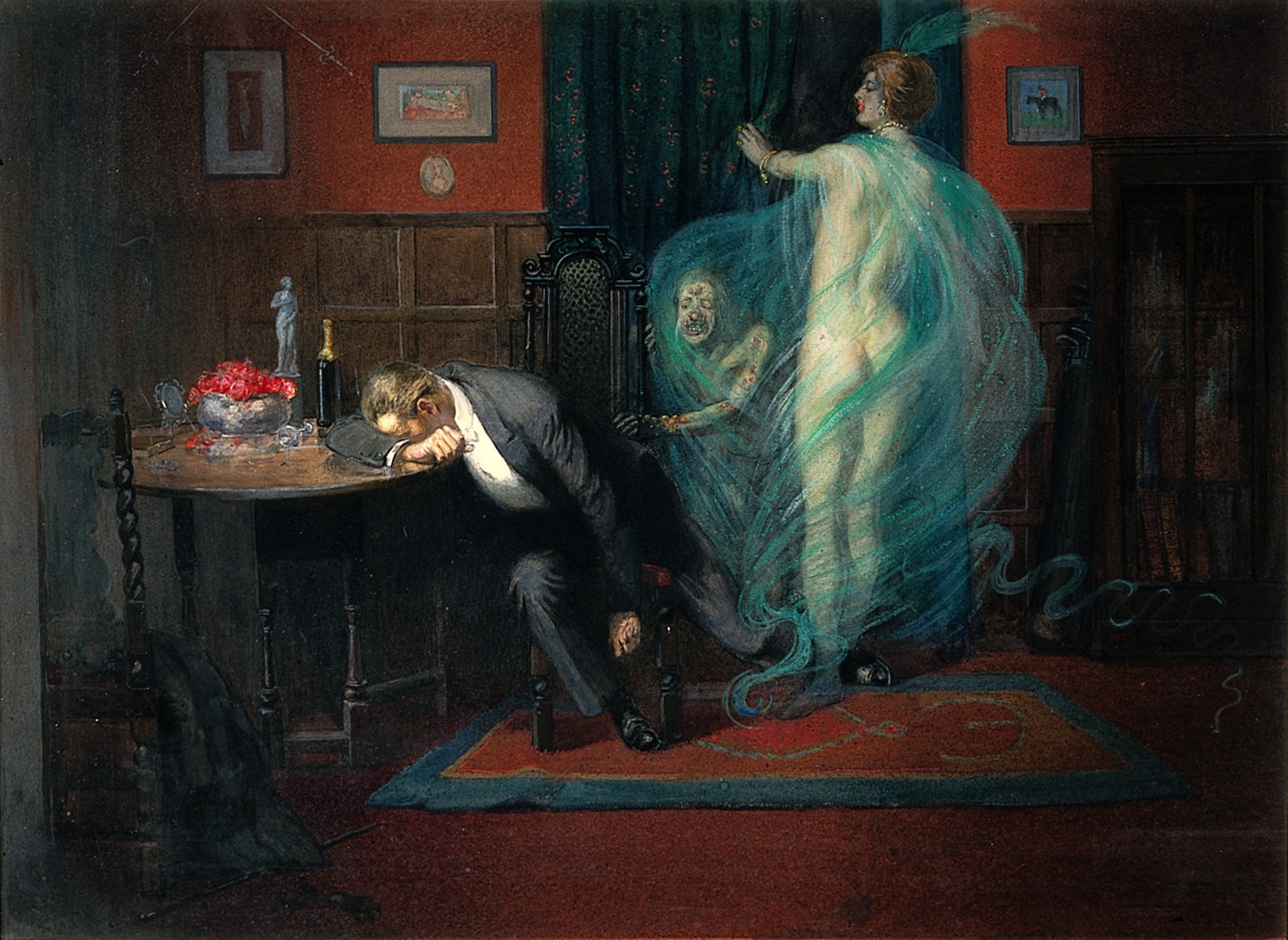
Syfilis, 1912
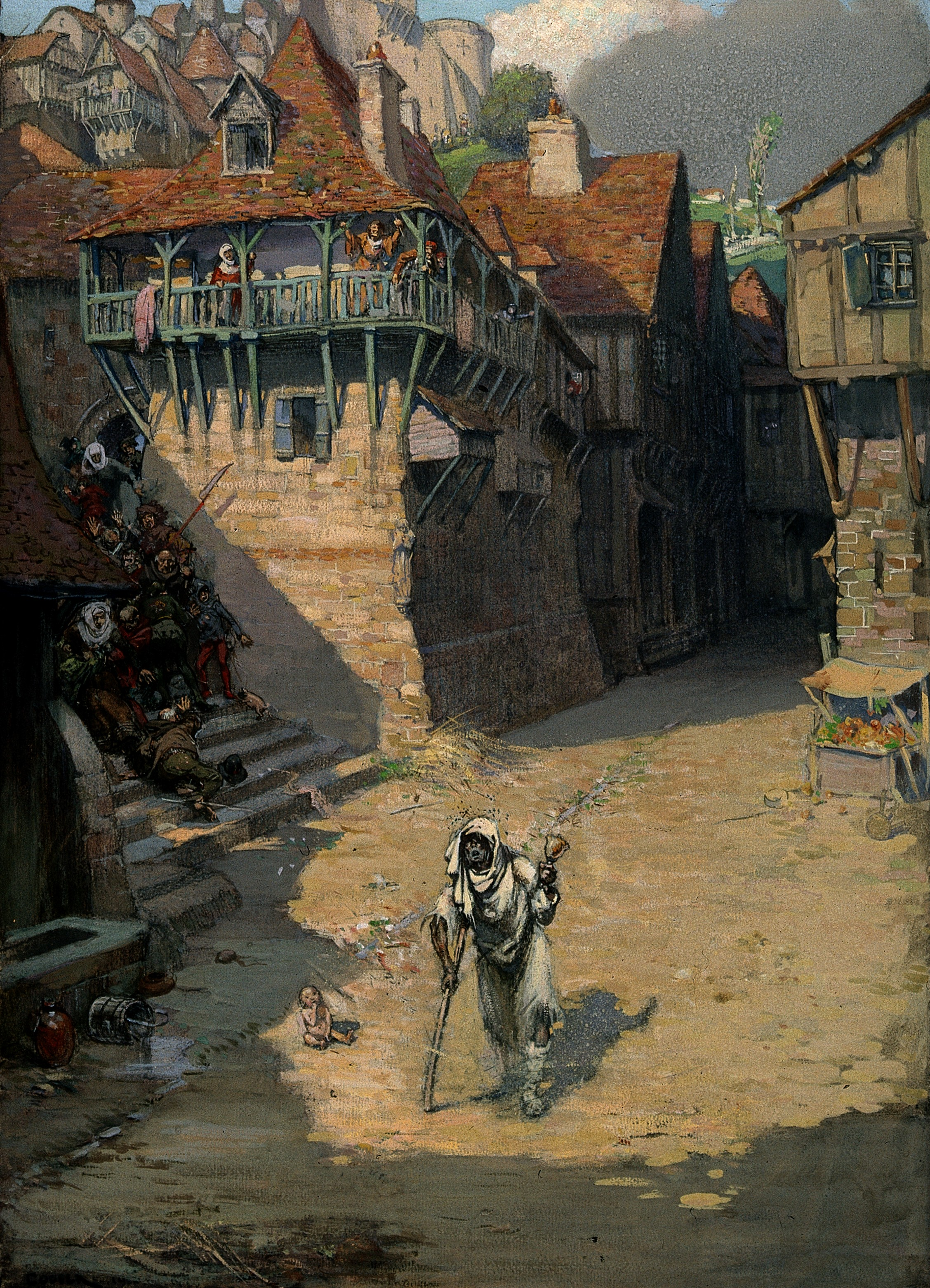
Ludzie uciekający od trędowatego, 1912
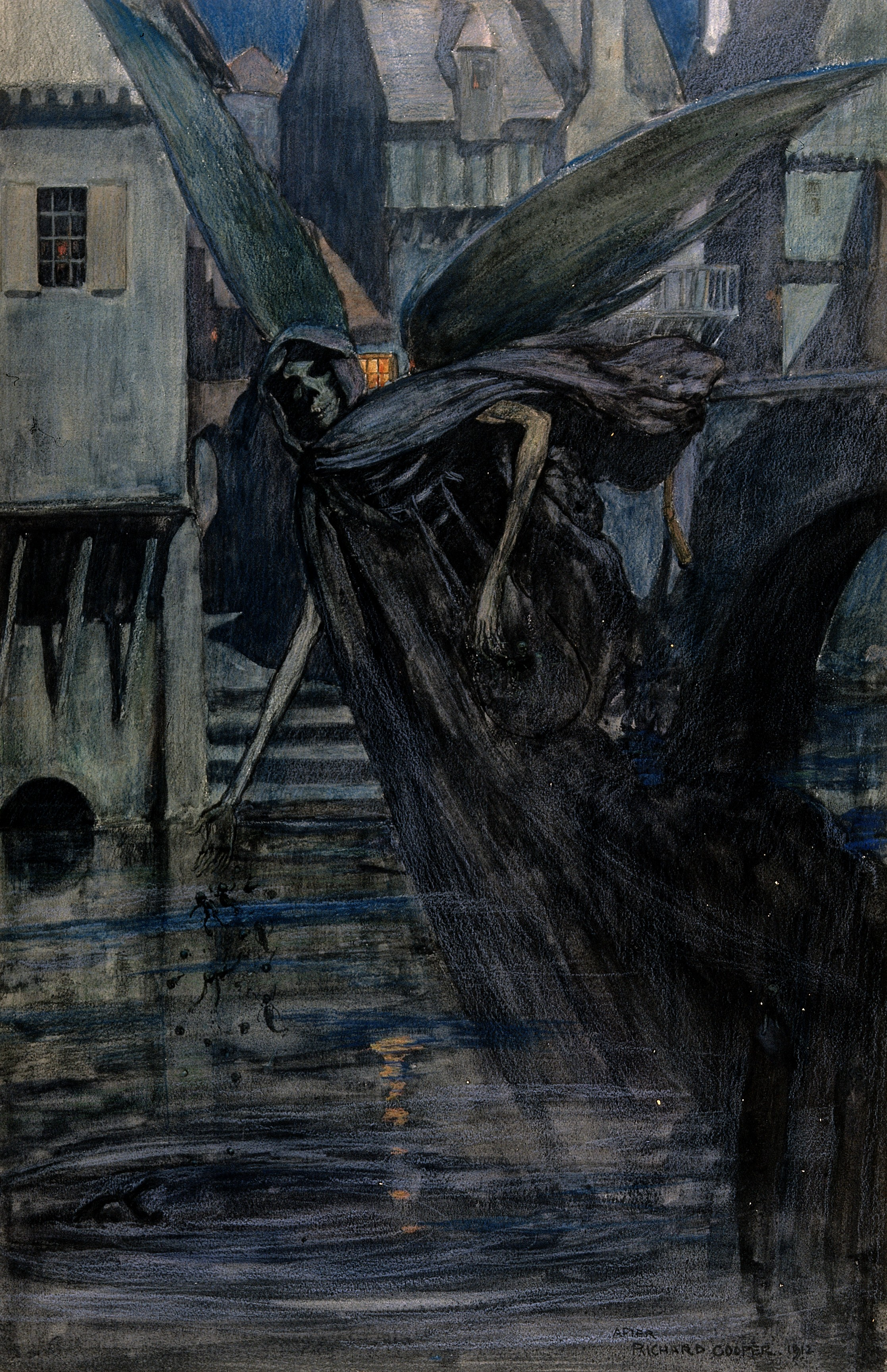
Anioł śmierci wrzucający brud do rzeki, 1912
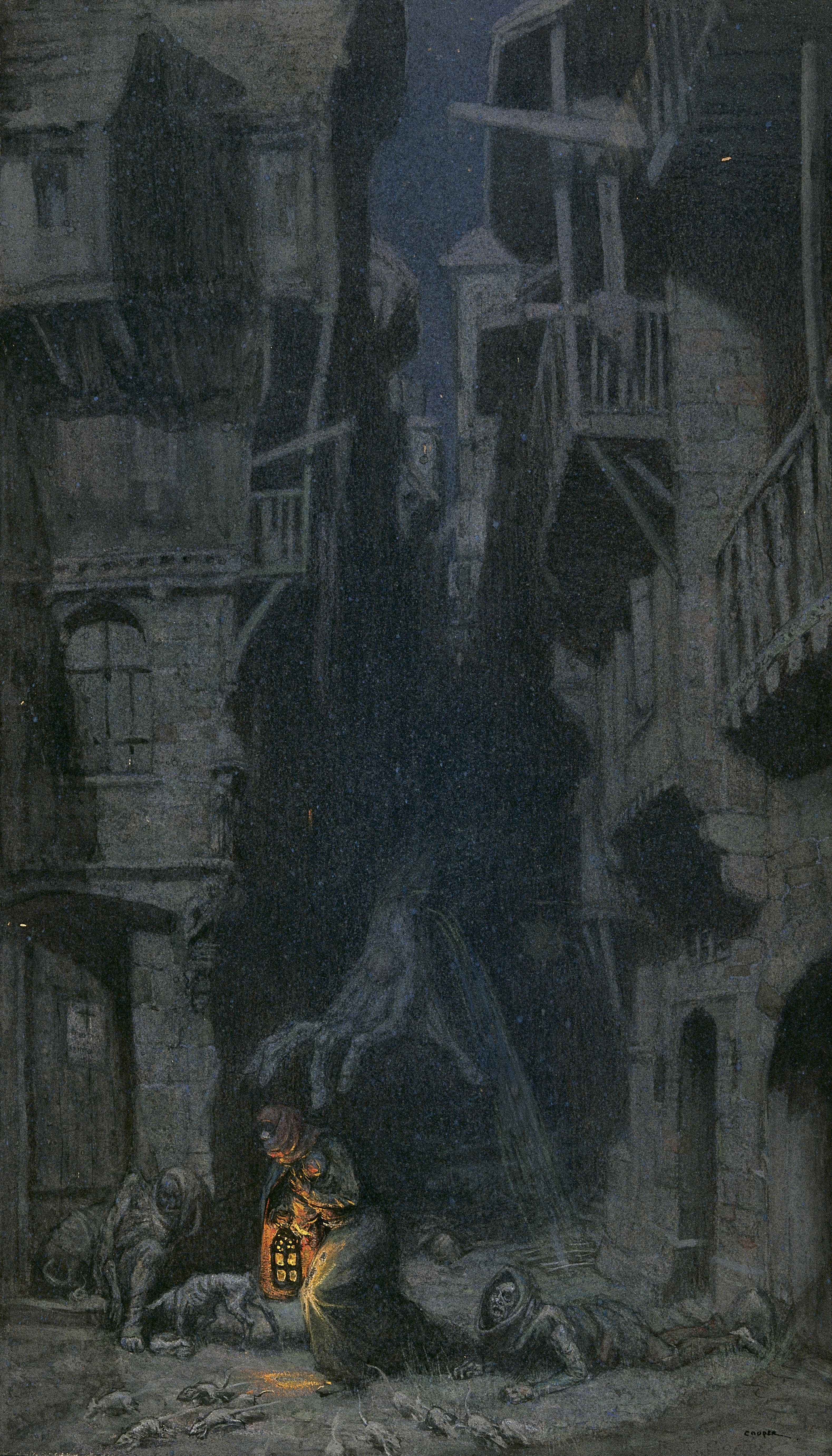
Dżuma, 1912
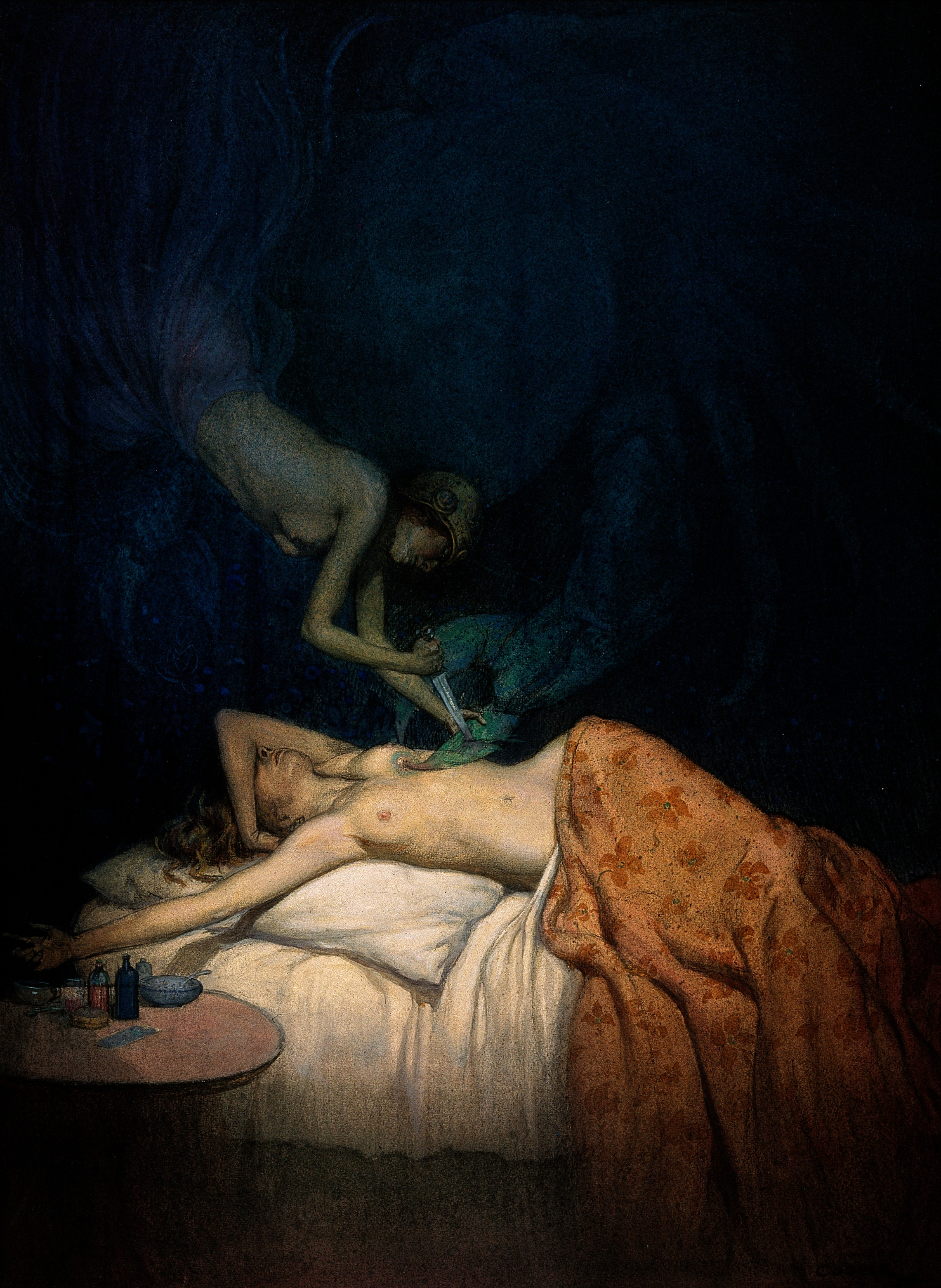
Rak piersi, 1912
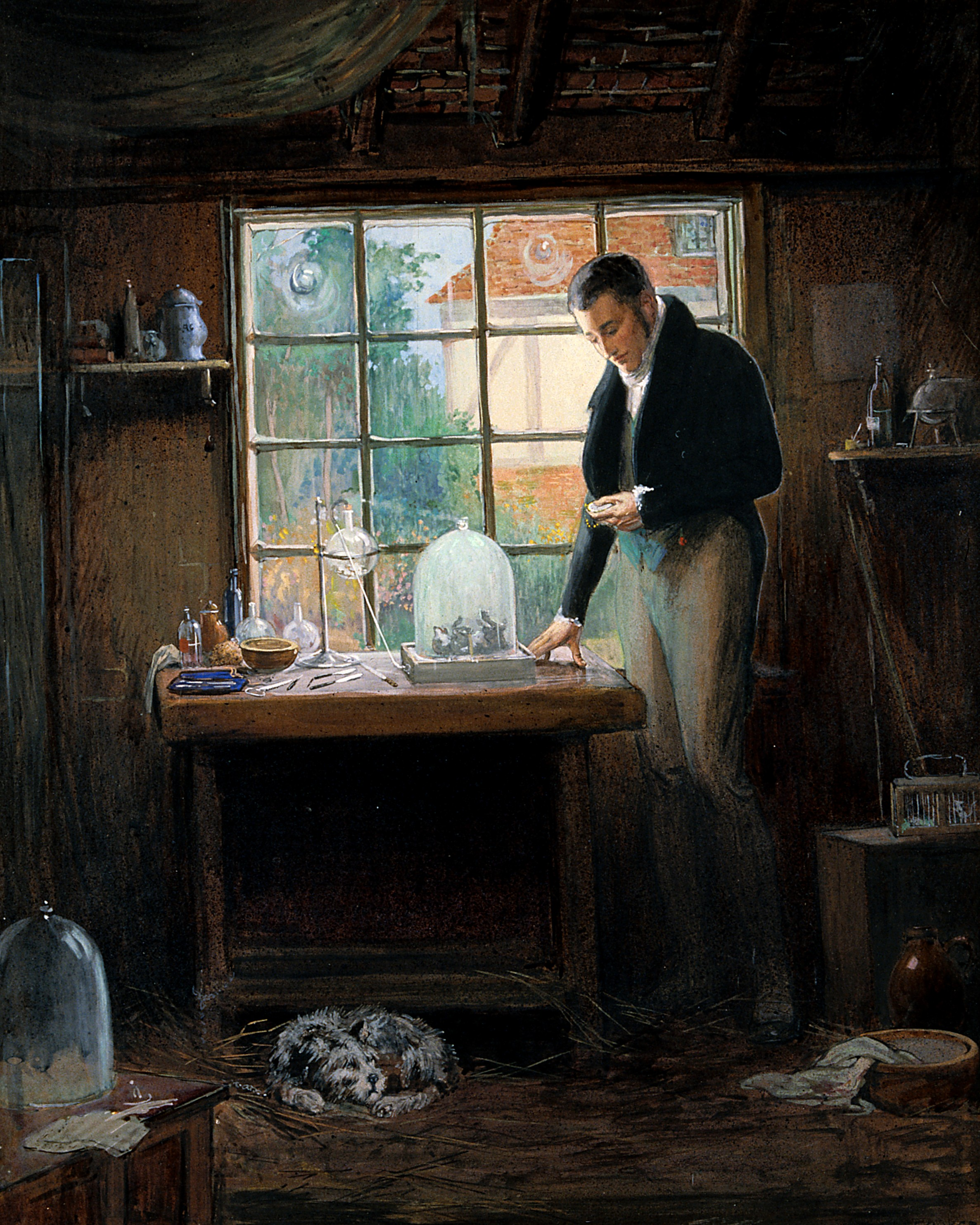
Eksperymentujący Henry Hill Hickman, 1912
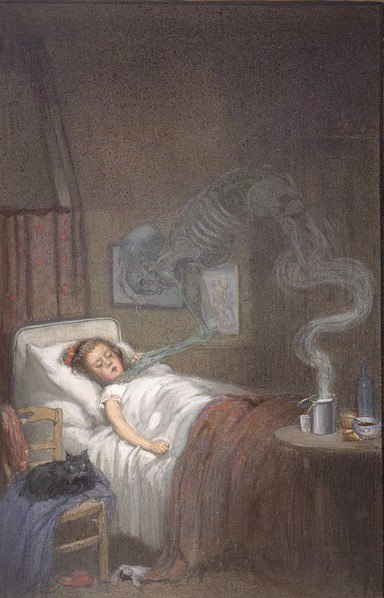
Błonica u dziecka, 1912
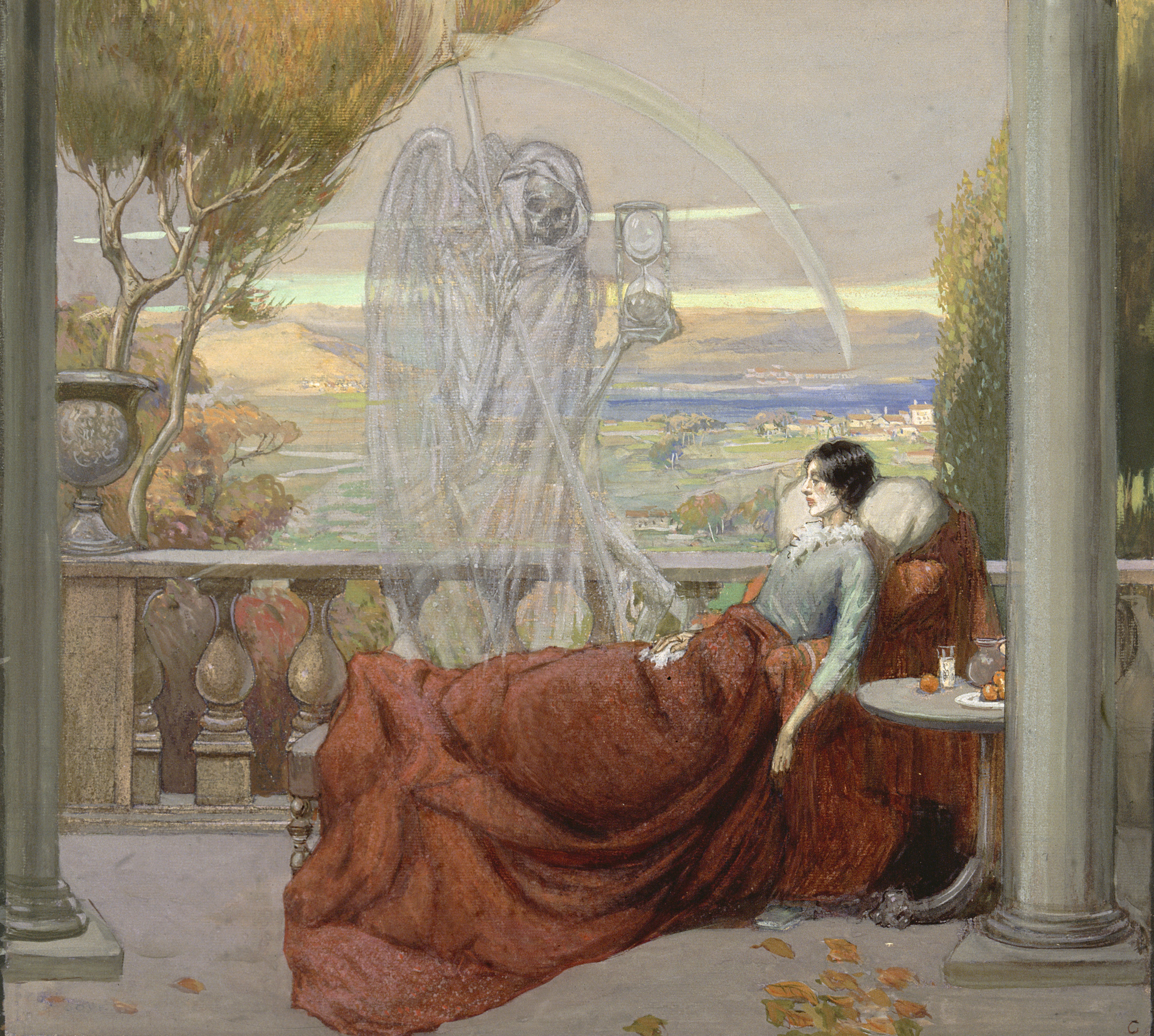
Gruźlica, 1912